# Studentenwerk

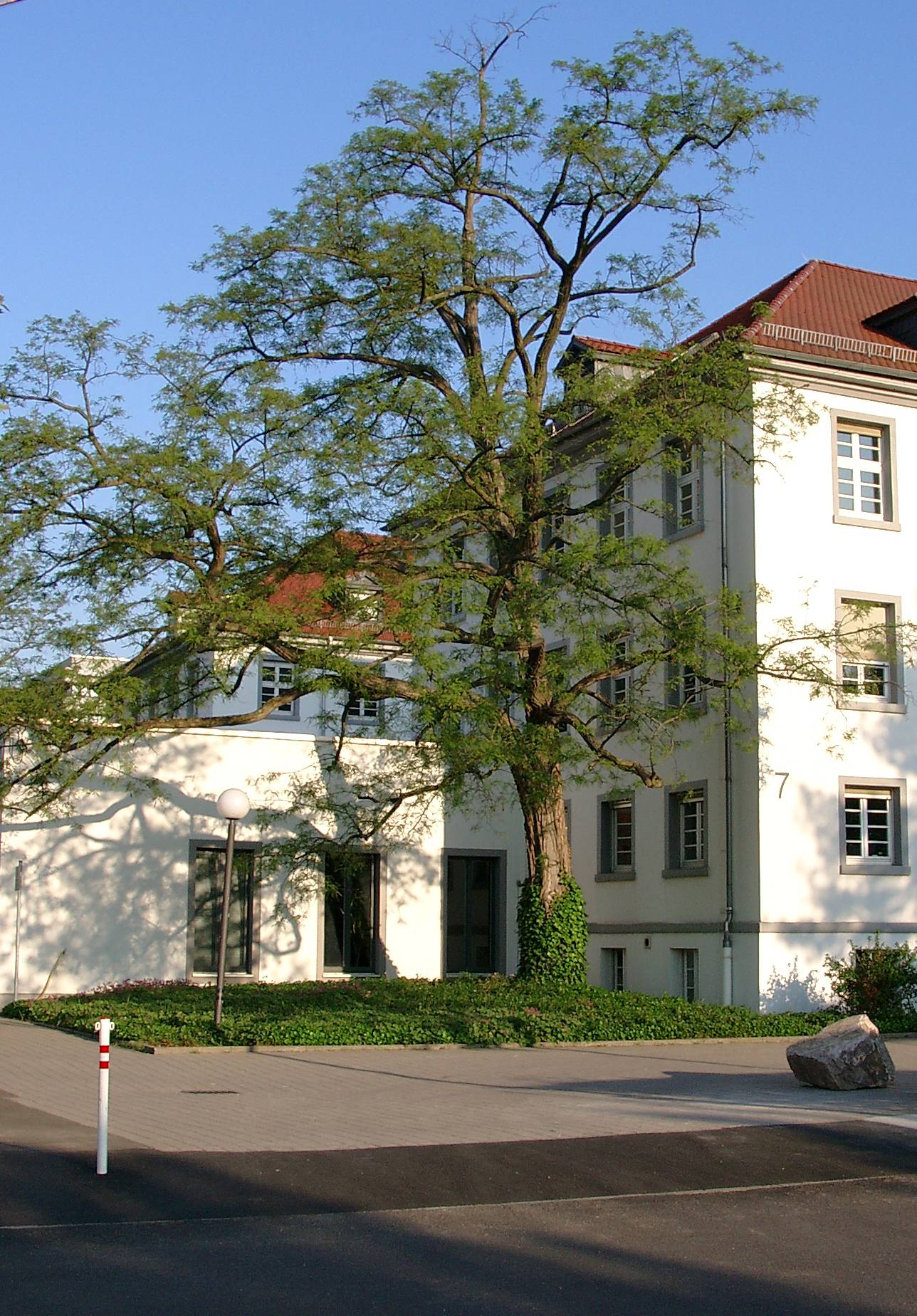
Studentenwerk Karlsruhe, René Stephan

Un Studentenwerk (quelquefois Studierendenwerk)  (littéralement: œuvre étudiante) est un service public local en Allemagne destiné aux étudiants des universités de sa zone d'action. Il s'agit d'un établissement public qui est comparable au Centre régional des œuvres universitaires et scolaires en France.
Un Studentenwerk fournit des services économiques, sociaux, médicaux et culturels et gère les restaurants et les résidences universitaires. En 2010, on compte 58 Studentenwerke en Allemagne, regroupés dans une association nationale, la Deutsches Studentenwerk.

## Missions
Dans la pratique, les Studentenwerke assument aujourd'hui les tâches suivantes :
- gestion de restaurants universitaires et de cafétérias ; au total, à la fin de l'année 2013, il existait 875 établissements de restauration offrant 236 136 places à table[1].
- gestion et exploitation de résidences universitaires avec environ 184 000 places en résidences universitaires (fin 2013)[1].
- financement des études dans le cadre du BAföG (exception : Rhénanie-Palatinat - dans ce cas, les bureaux du BAföG font partie de l'université) et au-delà.
- encadrement des étudiants étrangers (environ 265 000 pour l'année universitaire 2012[1])
- conseils psychologiques et sociaux et conseils juridiques
- octroi de prêts et d'aides sociales
- garde d'enfants pour les parents étudiants
- offres culturelles (entre autres, promotion de clubs d'étudiants)

## Deutsches Studierendenwerk
Les 57 Studentenwerke d'Allemagne sont regroupés au sein de l'association faîtière nationale Deutsches Studierendenwerk e. V. (DSW),. Sa mission est d'une part l'échange d'expériences et de connaissances ainsi que des mesures de formation continue pour les Studentenwerke locaux. D'autre part, le DSW se considère également comme un représentant des intérêts socio-politiques des étudiants.
Le DSW est particulièrement connu pour son enquête sociale sur la "situation économique et sociale des étudiants" en Allemagne, publiée tous les trois ans depuis 1952. Elle constitue la base d'une grande partie du travail dans le domaine de la politique sociale des étudiants.
Le siège du Studentenwerk allemand se trouve à Berlin. Beate Schücking est présidente du Deutsches Studierendenwerk depuis le 1er janvier 2023.

### Présidents[5]
- 1925-1931 : Wilhelm Schlink (de)
- 1931-1933 : Fritz Tillmann (de)
- 1936-1945 : Gustav Adolf Scheel
- 1950-1956 : Hans Meinzolt (de)
- 1956-1967 : Wilhelm Hallermann (de)
- 1967-1973 : Thomas Ellwein (de)
- 1974 : Günter Slotta (de)
- 1975-1981 : Gerald Grünwald (de)
- 1982-1987 : Hans-Ernst Folz (de)
- 1988-1996 : Albert von Mutius
- 1996-2006 : Hans-Dieter Rinkens (de)
- 2006-2011 : Rolf Dobischat (de)
- 2012-2017 : Dieter Timmermann (de)
- 2018-2023 : Rolf-Dieter Postlep (de)
- 2023- : Beate Schücking